# Bagnoli della Rosandra
Bagnoli della Rosandra, già Bagnoli (Boljunec in sloveno, B'lunc in dialetto sloveno locale, Bolunz in dialetto triestino, Bolliunz in tedesco) è una frazione del comune di San Dorligo della Valle/Dolina (TS), in Friuli, Venezia Giulia, nei pressi del confine con la Slovenia.

## Geografia
Bagnoli della Rosandra è situata allo sbocco della Val Rosandra ed è attraversato dal torrente Rosandra (Klinšca in dialetto locale e Glinščica in sloveno). La località è situata a 2 km a nord del capoluogo comunale San Dorligo della Valle e a 10 km ad est di Trieste.

## Storia

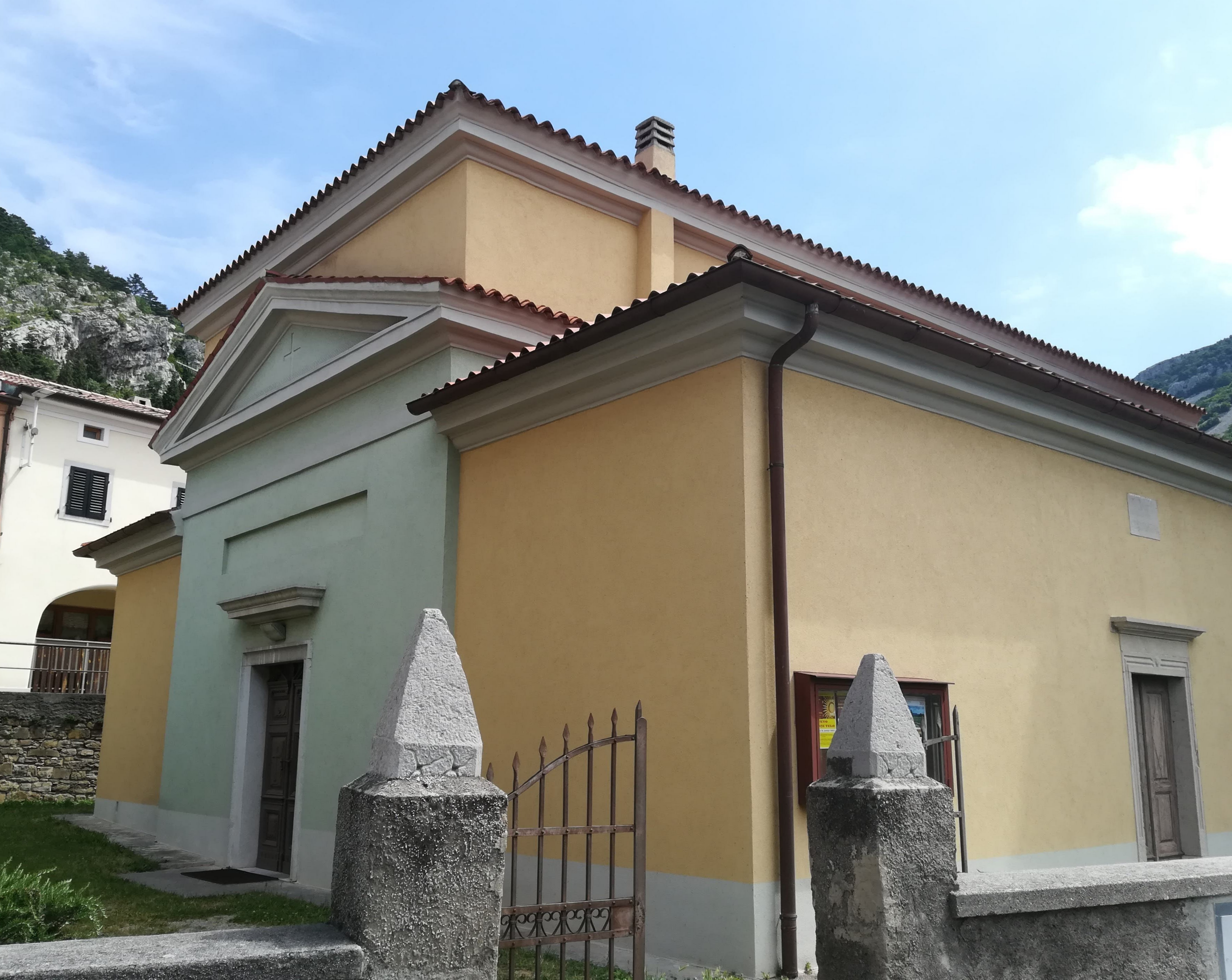
La chiesa parrocchiale

Durante il Regno d'Illiria fu comune autonomo, avente come frazioni Bagnoli Superiore, Lacotisce e Mattonaia. Nel 1849 passò sotto il profilo amministrativo al Margraviato d'Istria (parte del Litorale austriaco) come frazione del comune di Dolina.
Dopo la prima guerra mondiale fu annessa al Regno d’Italia.

Nel 1923, passò alla Provincia di Trieste sempre come frazione del medesimo comune ora ridenominato San Dorligo della Valle. La maggior parte degli abitanti appartiene alla minoranza slovena.

## Monumenti e luoghi d'interesse
- Chiesa di San Giovanni Battista, del 1633, l'unica del Carso triestino che conserva l'impianto basilicale;
- Resti dell'acquedotto romano.

## Società

### Tradizioni e folclore

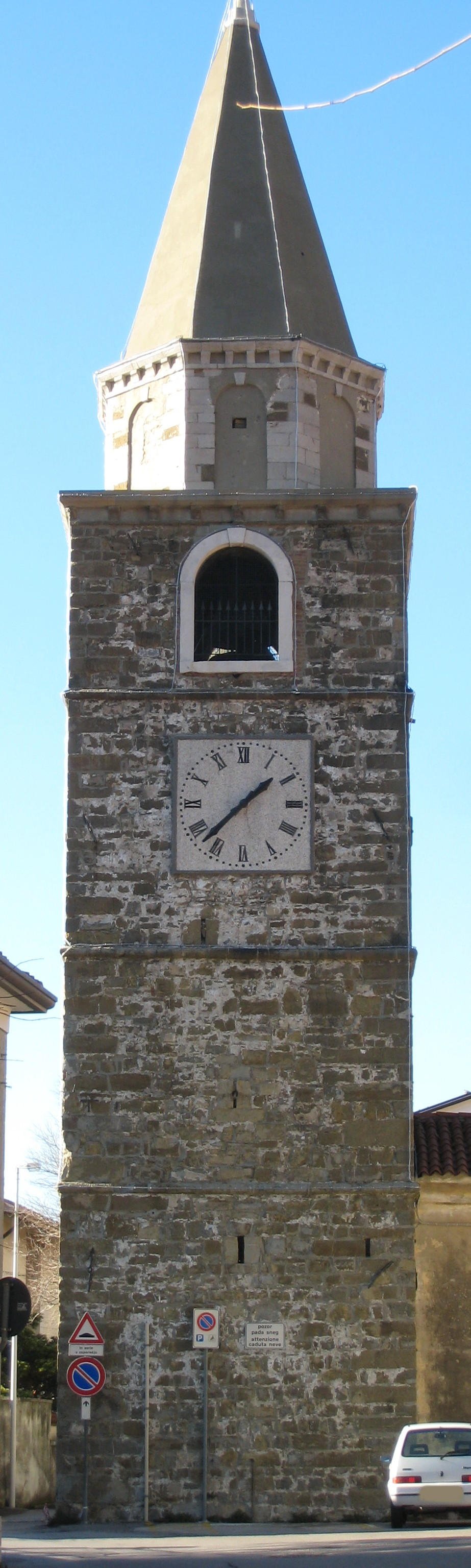
Il campanile di Bagnoli

Una delle tradizioni locali tipiche è l'innalzamento dell'albero del 1º maggio: durante la notte di Beltane, cioè la notte tra il 30 aprile ed il 1º maggio, i ragazzi del paese che hanno passato l'iniziazione pagando il "lik'f", cioè al raggiungimento del 16º compleanno, si organizzano e innalzano nel mezzo della piazza del paese un pino attaccato ad un lungo palo di abete. Sul pino vengono attaccate arance e limoni. L'albero così addobbato, alto più di venti metri, è simbolo della fertilità, della primavera, della rinascita del paese. L'albero viene poi abbattuto tre giorni dopo e i bambini raccolgono i frutti.
La tradizione inizia il 28 aprile sera alle 21.00 dove i ragazzi e gli uomini del paese si radunano nella parte bassa del paese (n' Jami) dove c'è la sorgente e in fila per quattro marciano verso la piazza (n' G'rico). In testa c'è un ragazzo che porta un cosiddetto ramo (veja) di pioppo che sarà il trofeo conteso dai bambini che abitano nelle due parti del paese chiamate Ul'ca e Z'Blunc. Questo viene ripetuto per altre due volte la sera del 30 aprile e alle 13.30 del 1º maggio. Durante la marcia i ragazzi e gli uomini cantano la canzone paesana Barč'ca e In poglej. La giornata più festosa è il 1º maggio dove tutti i ragazzi e uomini indossano il vestito di festa con nel taschino alto della giacca il fiore e la foglia del castagno che è il simbolo della primavera. Così vestiti cantano la Barč'ca marciando verso il mlaj o maj (l'albero della cuccagna issato durante la notte). Tutte le tre giornate sono seguite dalle Fantovske ure (ore dei ragazzi) durante le quali viene eletto il ž'pn che sarà il responsabile della manifestazione per un anno.
Un'altra tradizione locale è il giorno di Santo Stefano. Durante il pomeriggio le ragazze del paese si ritrovano in piazza e si lanciano le mele in segno di lapidazione. La tradizione vuole che quando la mela colpisce un ragazzo, egli diventerà lo sposo della ragazza che l'ha lanciata.
La sera di San Giovanni viene acceso un falò nella zona di Jama.

## Economia
Bagnoli della Rosandra è la sede della Wärtsilä Italia, facente parte della Corporation finlandese Wärtsilä che nel 1999 ha rilevato da Fincantieri gli stabilimenti della società Grandi Motori Trieste erede a sua volta della Fabbrica Macchine Sant’Andrea.

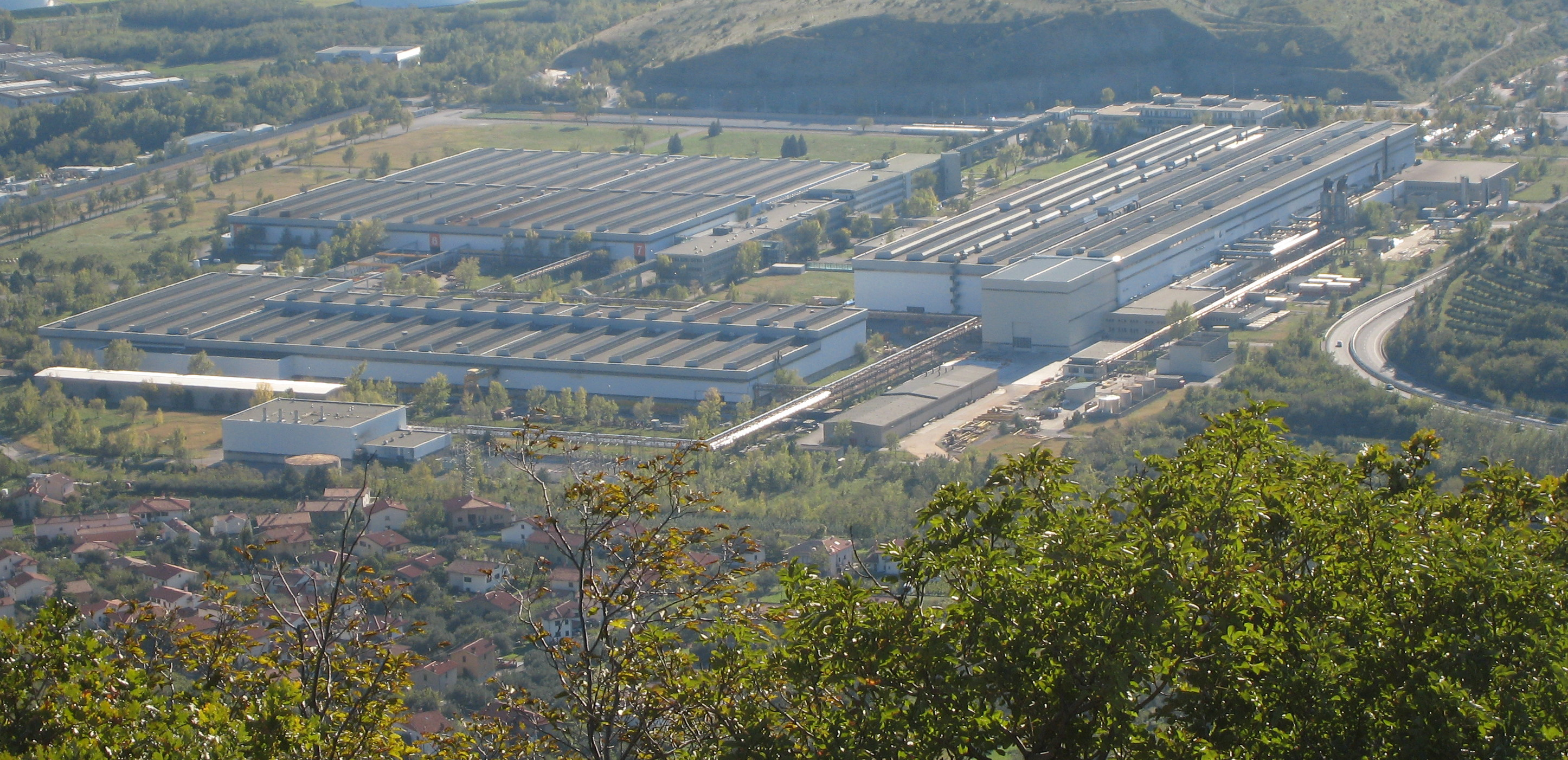
Lo stabilimento della Wärtsilä Italia